# Mohamed Jerli
Mohamed Jerli – tunezyjski zapaśnik walczący w stylu wolnym. Brązowy medalista mistrzostw Afryki w 2002 roku.